# Adolf Laubinger
Adolf Laubinger (* 5. April 1931 in Magdeburg; † 22. April 2006 in Braunschweig) war ein deutscher Sinto und Überlebender des Porajmos.

## Leben
Anfang 1938 wurde Adolf Laubinger mit seiner Familie, die evangelischer Konfession war und bis zur Aberkennung durch die Nationalsozialisten die preußische Staatsbürgerschaft besessen hatte, aus dem heutigen Dessau-Roßlau ausgewiesen. Seinen Eltern gelang es, sich der Internierung in Magdeburg zu entziehen und nach Berlin zu fliehen, dort wurden sie jedoch in das Zwangslager Marzahn eingewiesen. Im Alter von zwölf Jahren wurde Laubinger mit seinen Eltern und Geschwistern ins KZ Auschwitz-Birkenau deportiert. Bereits einen Tag nach ihrer Ankunft in Auschwitz starb seine Großmutter Hermine Laubinger; nach wenigen Wochen erlag seine jüngste Schwester Käthe den systematisch herbeigeführt äußerst menschenunwürdigen Haftbedingungen des Vernichtungslagers.
Als Zwangsarbeiter wurde Laubinger Anfang August 1944 mit zwei seiner Brüder und seinem Vater ins KZ Buchenwald überführt, wo er im April 1945 die Befreiung erlebte. Seine Mutter Adelheid und sein jüngster Bruder Rolf wurden mit 4.300 weiteren Sinti und Roma in Auschwitz in der Nacht vom 2. zum 3. August 1944 mit Giftgas ermordet.
Adolf Laubinger war seit Anfang der 1980er-Jahre im Arbeitskreis Holocaust in Braunschweig. Seit 1985 war er aktiver ehrenamtlicher Mitarbeiter des Zentralrat Deutscher Sinti und Roma. Laubinger arbeitete an Filmdokumentationen über den Völkermord an den Sinti und Roma mit und beteiligte sich an Gedenkveranstaltungen im In- und Ausland, unter anderem zusammen mit Roman Herzog, zuletzt am 15. Dezember 2005 zusammen mit Matthias Platzeck, dem Ministerpräsidenten des Landes Brandenburg, im ehemaligen KZ Sachsenhausen.
Besonders engagierte er sich zusammen mit dem Zentralrat, Entschädigungszahlungen für jene Sinti und Roma durchzusetzen, die unter den Nationalsozialisten gelitten hatten. Er starb im Alter von 74 Jahren und wurde auf dem Braunschweiger Hauptfriedhof beigesetzt. Seine Tochter Raffaela engagiert sich in der Erinnerungskultur.